# Binoinano
Binoiano – wieś w Kiribati, na atolu Abemama. Liczy 369 mieszkańców.